# Dekanat słupski
Dekanat słupski – jeden dekanatów eparchii wrocławsko-koszalińskiej, metropolii przemysko-warszawskiej, Kościoła greckokatolickiego w Polsce. Siedzibą dekanatu jest Szczecinek, gdzie rezyduje dziekan – ks. Jarosław Roman, mający pod swoją jurysdykcją 10 parafii.

## Parafie
Parafie należące do dekanatu słupskiego:
Barcino – parafia św. Anny
- świątynia parafialna – nabożeństwa odprawiane w kościele rzymskokatolickim św. Anny

Biały Bór – parafia Narodzenia Najświętszej Maryi Panny
- świątynia parafialna – cerkiew Narodzenia Przenajświętszej Bogarodzicy

Bielica – parafia Przemienienia Pańskiego
- świątynia parafialna – cerkiew Przemienienia Pańskiego

Bobolice – parafia Trójcy Świętej
- świątynia parafialna – nabożeństwa odprawiane w kościele rzymskokatolickim Wniebowzięcia Najświętszej Maryi Panny

Drzewiany – parafia św. Teresy
- świątynia parafialna – nabożeństwa odprawiane w filialnym kościele rzymskokatolickim św. Teresy od Dzieciątka Jezus

Miastko – parafia św. Włodzimierza i Olgi
- świątynia parafialna – cerkiew św. Włodzimierza i Olgi

Międzybórz – parafia Podwyższenia Krzyża Pańskiego
- świątynia parafialna – cerkiew Podwyższenia Krzyża Pańskiego

Słupsk – parafia Narodzenia św. Jana Chrzciciela
- świątynia parafialna – cerkiew Narodzenia św. Jana Chrzciciela

Szczecinek – parafia św. Michała Archanioła (od 1 grudnia 2017 w dekanacie słupskim)
- świątynia parafialna – cerkiew św. Michała Archanioła

Ustka – Duszpasterstwo greckokatolickie
- świątynia parafialna – nabożeństwa odprawiane w kościele rzymskokatolickim Najświętszego Zbawiciela